# Hardcore Championship Fighting
Hardcore Championship Fighting（ハードコア・チャンピオンシップ・ファイティング）は、カナダの総合格闘技団体。カナディアン・フットボール・リーグの元選手であるキース・クロフォードによって設立。
2007年7月21日に旗揚げ大会を開催し、試合場に六角形のケージを使用。同年10月19日の第2回大会のメインイベントでは、エメリヤーエンコ・アレキサンダーが出場。アントニオ・ホジェリオ・ノゲイラ、レナート・ババルと出場契約をかわした。略称は、HCF。

## 大会一覧
| 大会名                   | 開催年月日     | 会場                            | 開催地                   |
| ------------------------ | -------------- | ------------------------------- | ------------------------ |
| HCF: Crow's Nest         | 2008年3月29日  | ロバート・ゲルティン・アリーナ  | ケベック州ガティノー     |
| HCF: Destiny             | 2008年2月1日   | スタンピート・コラル            | アルバータ州カルガリー   |
| HCF: Title Wave          | 2007年10月19日 | スタンピート・コラル            | アルバータ州カルガリー   |
| HCF: Unfinished Business | 2007年7月21日  | リバー・クリー・リゾート&カジノ | アルバータ州エドモントン |